# شن‌های سیاه
شن‌های سیاه (ایسلندی: Svörtu Sandar) یک مجموعهٔ تلویزیونی جنایی و درام ایسلندی است که در سال ۲۰۲۱ منتشر شد.